# Caduta di Tenochtitlán
La caduta di Tenochtitlán è il nome con cui sono indicati una serie di scontri tra i conquistador spagnoli e aztechi che portarono alla presa della città azteca e alla caduta dell'impero, una confederazione di stati e di popoli di circa 20 milioni di sudditi che si estendeva per 50 000 km², ricchissima di metalli preziosi.

## Premesse
I conquistadores spagnoli, guidati da Hernán Cortés, erano sbarcati sulla costa messicana nel 1519 con 550 uomini e 16 cavalli. Dopo meno di un anno erano giunti a Tenochtitán, la monumentale città, capitale dell'Impero azteco, che sorgeva sul lago di Texcoco nell'altipiano centrale del Paese. A Tenochtitlán furono accolti dall'imperatore Montezuma II. Dopo alcune settimane Cortés imprigionò l'imperatore e cominciò a governare attraverso di lui, tentando di sostituire il cristianesimo alla religione azteca e provocando proteste e malcontento tra la popolazione. Nel 1520, dallo scontro vittorioso con le truppe inviate dal governatore di Cuba, Diego Velázquez de Cuéllar, Cortés ottenne nuovi cavalli e artiglieria sottratti al nemico. Il massacro del Templo Mayor spinse tuttavia gli aztechi alla rivolta, costringendo gli spagnoli ad evacuare la città nella cosiddetta Noche Triste, in cui andarono perduti il tesoro azteco, circa 600 uomini e 45 cavalli.

## La battaglia di Otumba
Dopo una lunga serie di attacchi aztechi e di scaramucce, i due eserciti si scontrarono in campo aperto il 7 luglio, presso la città di Otumba. Fu il vero giro di boa nella Conquista del Messico.
Cortès aveva ancora a disposizione 22 cavalli e grazie a questi cavalieri, pesantemente corazzati e armati di lancia, che si scagliarono contro i capi dell'esercito azteco, avendone la meglio, sconfisse anche il resto dell'esercito, rimasto privo di comandanti. Nonostante l'inferiorità numerica, gli spagnoli riuscirono a ribaltare la situazione, grazie anche al supporto di mercenari di Tlaxcala ostili agli aztechi.
Cortés si ritirò quindi alla base spagnola di Vera Cruz per rifornirsi di uomini e artiglieria. Nel frattempo la morte per vaiolo di uno schiavo proveniente dall'Africa, diffuse una devastante epidemia che decimò le forze azteche, che non riuscirono più a opporre agli spagnoli un esercito valido e motivato, ma soltanto inutili schermaglie.

## L'assedio di Tenochtitlán

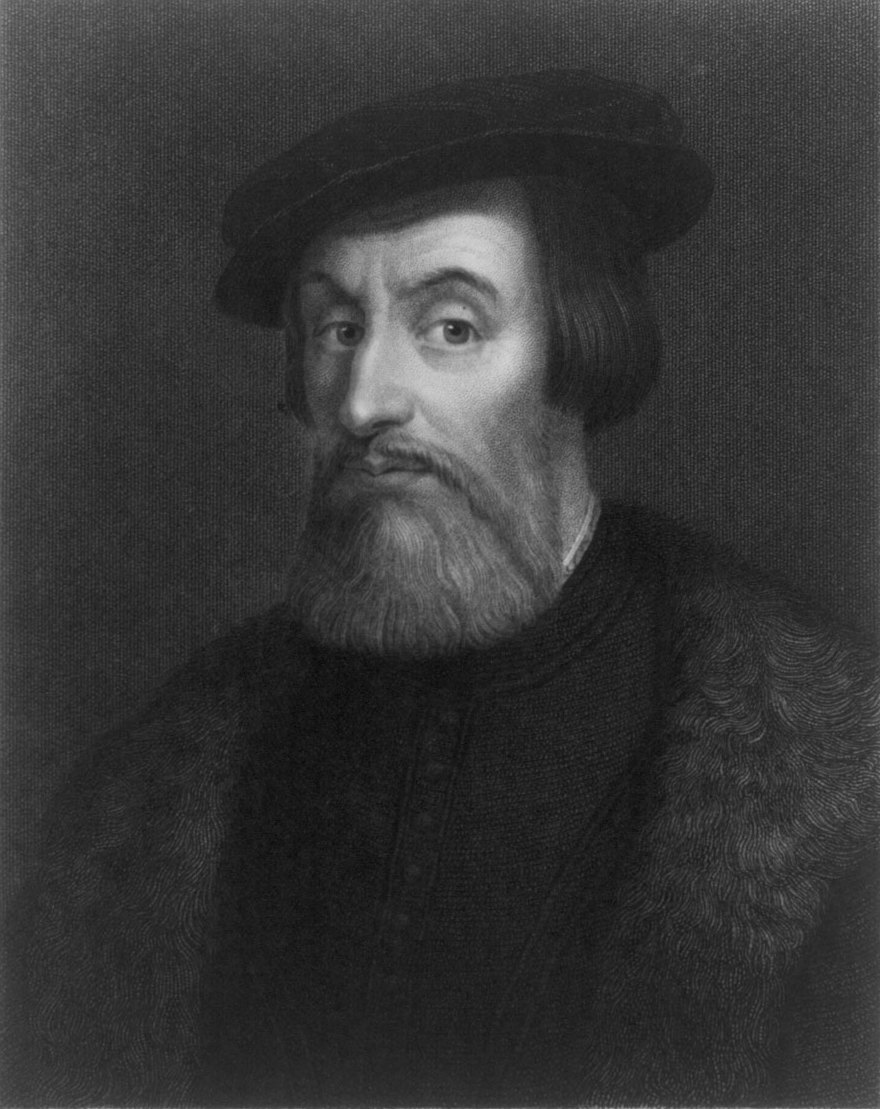
Hernán Cortés

Cortés si era portato sotto le mura della città alla testa di 700 fanti spagnoli, 86 cavalieri, 118 archibugieri e con il supporto di 50 000 Tlaxcala. Disponeva di armi da fuoco e cavalli, che terrorizzavano un nemico che sino a due anni prima non ne conosceva l'esistenza. Inoltre, aveva fatto costruire 13 imbarcazioni, sia a remi che a vela, munite di un cannone ciascuna ed equipaggiate da 25 soldati armati di archibugi e balestre, che resse il corpo principale dell'attacco. La flottiglia appoggiò le truppe che attaccarono l'isola lungo le sponde e distrussero uno stuolo di canoe da guerra azteche. Quando infatti gli spagnoli e i loro alleati presero sotto il proprio controllo i ponti della città, che gli aztechi avevano comunque danneggiato, la battaglia si spostò sul lago dove i brigantini spagnoli ebbero la meglio sulle canoe nemiche.
La città venne posta sotto assedio per dieci settimane, dal 26 maggio al 13 agosto: gli aztechi subirono pesanti perdite e soffrirono della mancanza d'acqua a seguito del taglio di un acquedotto ma riuscirono, tuttavia, a tenere a bada gli assedianti. Gli spagnoli presi prigionieri venivano sacrificati sulle piramidi, visibili da lontano dai loro compagni terrorizzati.
I conquistadores continuarono ad avanzare nonostante i contrattacchi sempre più massicci degli assediati. Dopo essere riusciti ad entrare in città, gli spagnoli furono ancora impegnati in combattimenti continuati strada per strada, dove erano rimasti 15000 difensori e la fame e la sete avevano già fatto migliaia di vittime. Le armi moderne permisero a Cortés di avere la meglio anche sugli ultimi guerrieri aztechi; nella città conquistata i morti si contarono a decine di migliaia, destinate ad aumentare per la strage finale dei vincitori contro donne e bambini e le malattie infettive, vaiolo in primis, portate dai conquistatori.
Il Messico divenne la più ricca colonia e contribuì con i suoi metalli preziosi a fare dell'Impero spagnolo la più forte potenza imperiale del XVI secolo.

## La superiorità numerica Azteca
- Aztechi
  - Guerrieri: circa 75 000

Perdite - Morti (solo il 13 agosto): 15 000
- Spagnoli e alleati
  - Fanti spagnoli: 700
  - Alleati tlaxcaltechi: 50 000
  - Balestrieri e archibugeri: 118
  - Cavalleria: 86
  - Brigantini: 13